# Flughafen Frankfurt-Hahn
Flughafen Frankfurt-Hahn (IATA-kode: HHN) er en lufthavn i den tyske delstat Rheinland-Pfalz ca. 120 km vest for Frankfurt am Main.
Som følge af dens beliggenhed er trafikafgifterne lavere end i Flughafen Frankfurt Main, byens hovedlufthavn og Tysklands største lufthavn, hvilket har gjort den attraktiv for lavprisflyselskaberne.